# STS-4
STS-4 var den fjärde flygningen i det amerikanska rymdfärjeprogrammet och den fjärde i ordningen för rymdfärjan Columbia. Den sköts upp från Pad 39A vid Kennedy Space Center i Florida den 27 juni 1982. Efter drygt sju dagar i omloppsbana runt jorden återinträdde rymdfärjan i jordens atmosfär och landade vid Edwards Air Force Base i Kalifornien. 

## Start och landning
Starten skedde klockan 11:00 (EST) 27 juni 1982 från Pad 39A vid Kennedy Space Center i Florida.
Landningen skedde klockan 09:09 (EST) 4 juli 1982 vid Edwards Air Force Base i Kalifornien.

## Uppdragets mål
Ett par experiment från STS-3 flög igen. Besättningen iakttog också åskväder och tog bilder av blixtar.